# Ольховчицкий сельский совет
Ольховчицкий сельский совет (укр. Вільхівчицька сільська рада) — входит в состав
Гусятинского района
Тернопольской области
Украины.
Административный центр сельского совета находится в 
с. Ольховчик.

## История
- 1540 — дата образования.

## Населённые пункты совета
- с. Ольховчик